# Моэз
Моэ́з (фр. Moëze) — коммуна во Франции, находится в регионе Пуату — Шаранта. Департамент коммуны — Приморская Шаранта. Входит в состав кантона Сент-Аньян. Округ коммуны — Рошфор.
Код INSEE коммуны — 17237.

## Население
Население коммуны на 2010 год составляло 553 человека.
| 1962 | 1968 | 1975 | 1982 | 1990 | 1999 | 2010 |
| ---- | ---- | ---- | ---- | ---- | ---- | ---- |
| 309  | 280  | 310  | 383  | 467  | 463  | 553  |